# Municipio de Buffalo Hart (Illinois)
El municipio de Buffalo Hart (en inglés: Buffalo Hart Township) es un municipio ubicado en el condado de Sangamon en el estado estadounidense de Illinois. En el año 2010 tenía una población de 173 habitantes y una densidad poblacional de 2,94 personas por km².

## Geografía
El municipio de Buffalo Hart se encuentra ubicado en las coordenadas 39°54′7″N 89°25′43″O / 39.90194, -89.42861. Según la Oficina del Censo de los Estados Unidos, el municipio tiene una superficie total de 58.81 km², de la cual 58,81 km² corresponden a tierra firme y (0 %) 0 km² es agua.

## Demografía
Según el censo de 2010, había 173 personas residiendo en el municipio de Buffalo Hart. La densidad de población era de 2,94 hab./km². De los 173 habitantes, el municipio de Buffalo Hart estaba compuesto por el 98,27 % blancos, el 0,58 % eran afroamericanos y el 1,16 % eran de una mezcla de razas. Del total de la población el 1,16 % eran hispanos o latinos de cualquier raza.